# Manius Acilius Glabrio (consul en -154)
Pour les articles homonymes, voir Acilius Glabrio.
Manius Acilius Glabrio est un homme politique de la République romaine, consul suffect en 154 av. J.-C.

## Famille
Il est membre des Acilii Glabriones, branche de la gens plébéienne des Acilii. Il est le fils de Manius Acilius Glabrio qui est consul en 191 av. J.-C.

## Carrière
En 181 av. J.-C., il est un des deux duumviri aedi dedicandae chargés de la dédicace des temples, avec Lucius Porcius Cato. Il prend en charge le temple de la Piété sur le Forum Holitorium tandis que son collègue s'occupe du temple de Vénus Érycine près de la Porte Colline,.
Il est édile curule en 166 avec Marcus Fulvius Nobilior et est chargé d'organiser les Ludi Megalenses durant lesquels la comédie Andria de Térence est jouée pour la première fois,. Il sert plus tard comme préteur, avant 157, et est élu consul suffect en 154 av. J.-C.